# Парова зубчаста залізниця Фурка
46°33′41″ пн. ш. 8°21′43″ сх. д. / 46.561389° пн. ш. 8.361944° сх. д.

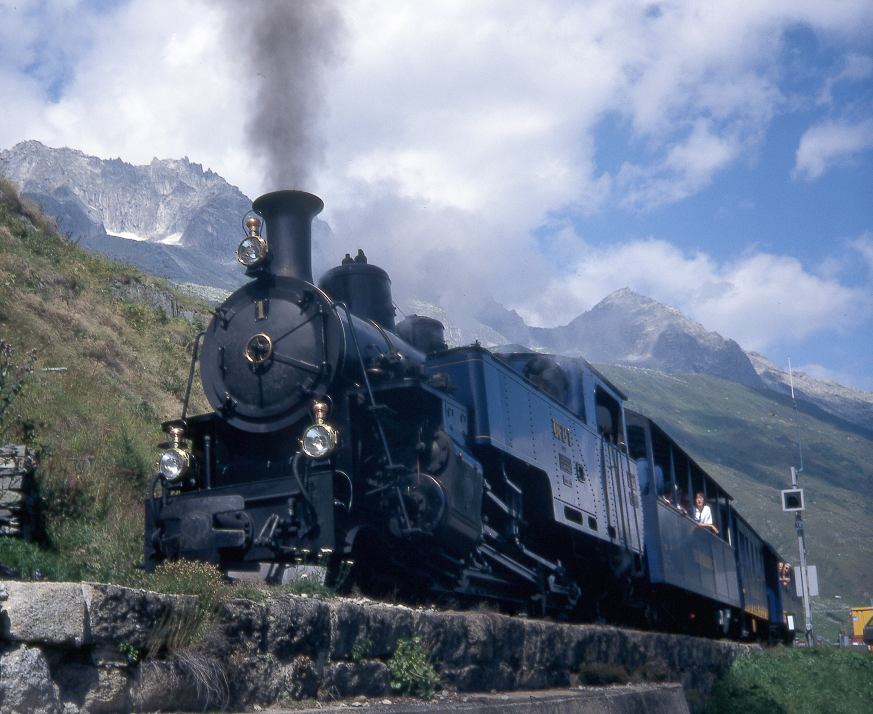

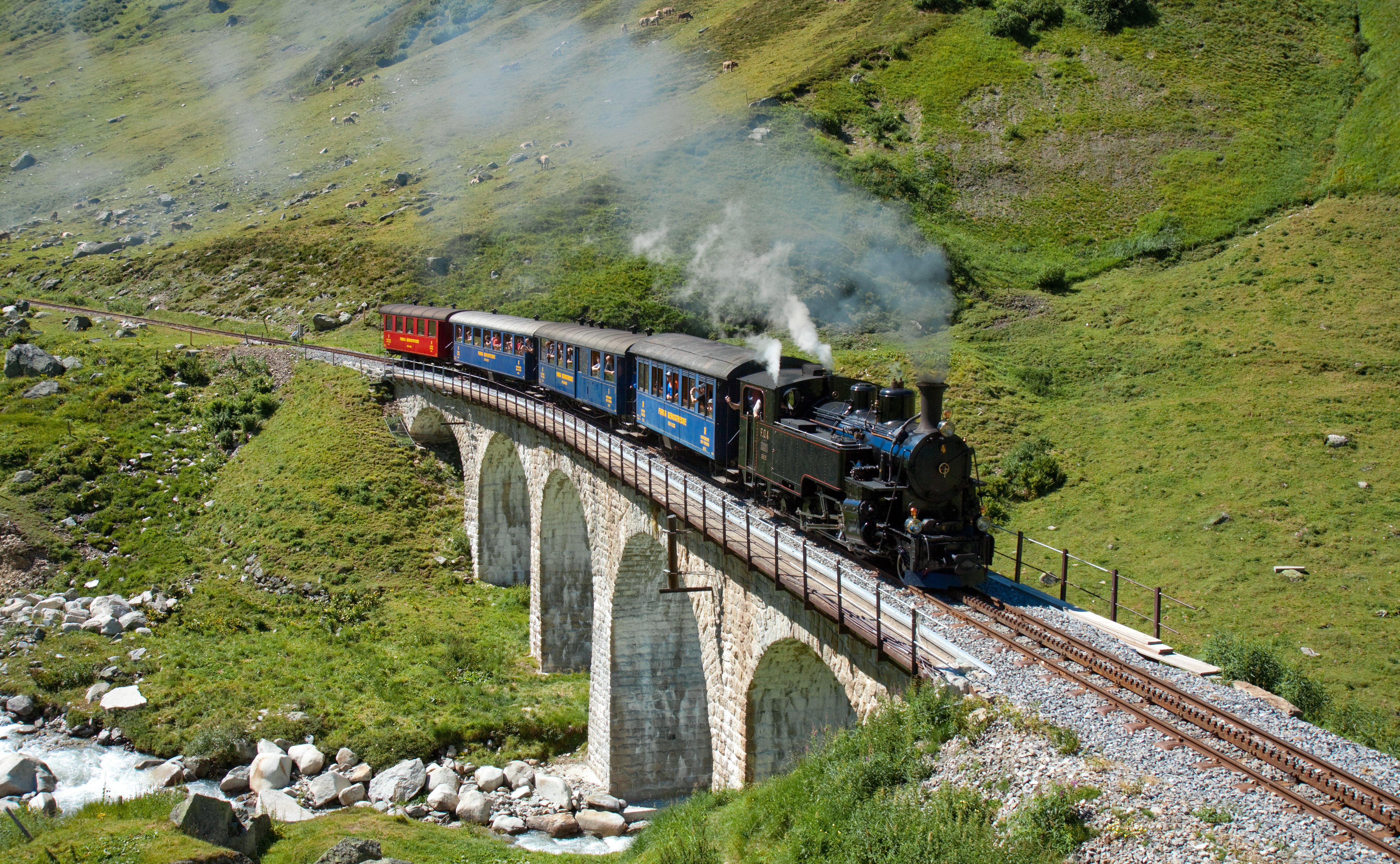
На мосту Штайнстафель

Парова зубчаста залізниця Фурка (нім. Dampfbahn Furka-Bergstrecke, DFB) — вузькоколійна історична залізниця, яка функціонує частково з зубчастої передачею, на лінії через перевал Фурка, між Реальп, кантон Урі, і Обервальд, Вале. Є некомерційною корпорацією; співробітники залізниці майже виключно — волонтери, які працюють безкоштовно. Найвища точка лінії — 2160 м над рівнем моря. Це стара гірська ділянка Фурка-Оберальп-бану (FO), яка була покинута після будівництва базисного тунелю Фурка у 1982 році Дистанцію було поступово повернено до експлуатації з використанням тільки паровозів, вся лінія завершена у 2010 році. Залізниця Фурка є другим за висотою залізничним перевалом в Європі, після залізниці через перевал Берніна.

## Географія
Відправною точкою маршруту є село Реальп (1,538 м над рівнем моря) в кантоні Урі. Від туди залізниця прямує обабіч річки Ройс на захід. Зубчаста ділянка піднімається через станцію Тіфенбах (1,846 м над рівнем моря) до найвищої точки на станції Фурка (2,160 м над рівнем моря.) Перевал проходиться через тунель завдовжки 1,874 м без зубчастої рейки. На західному порталі тунелю знаходиться станція Мутбах-Бельведер (2,118 м над рівнем моря), звідки вниз прямує зубчаста ділянка через Глеч (1,757 м над рівнем моря) до Обервальду (1,366 м над рівнем моря) в кантоні Вале. Весь маршрут має довжину 18 км. Найвищі похили — 117 ‰ на зубчастих ділянках, 35 ‰ — на звичайних.

### Історія залізниці
Будівництво залізниці Бриг-Фурка-Дізентіс на перевал Фурка розпочалося у 1911 році, і у 1915 через початок Першої світової війни зіткнулося з набором відповідних фінансових, технічних і кадрових проблем. Після банкрутства BFD у 1923 році будівельні роботи у 1924 році були відновлені новоствореною залізницею Фурка-Оберальп-бан (FO) при активній підтримці двох сусідніх залізниць: Ретійської залізниці (RhB) і залізниці Фісп-Церматт-бан (VZ пізніше Бриг-Фісп- Церматт, BVZ) і маршрут було відкрито у 1925. У 1942 лінія була електрифікована.
Спочатку планувалося демонтувати залізницю, але через ініціативу залізничних ентузіастів, її було залишено, і у 1983 році була створена асоціація Furka, а у 1985 році Dampfbahn Furka-Bergstrecke AG заснована як компанія-оператор.
Залізниця була завжди важкою в експлуатації для FO, так як її велика висота робила її непрохідною через сніг і лід взимку, тому у 1982 році було побудовано базисний тунель Фурка, а високогірна залізниця була залишена. Залізниця була великою проблемою DFB, так як щорічно вона мала закриватись і потім знову відкриватись — дорогий процес, який включає в себе видалення і повернення спеціального складного переносного мосту, який інакше буде пошкоджуватися снігом щороку. Всі тунельні портали закриваються воротами.
Відновлення лінії також не обійшлося без нових ускладнень. Для перетину жвавої головної залізниці зубчастою секцію, зубчасту рейку над залізницею зробили висувною, керованою по радіо з локомотивів. Інша ділянка, що проходить через лісовий заповідник, мала бути оснащена спринклерною системою пожежогасіння, що працює до і після проходу поїзда, також приводиться в дію за допомогою радіостанції на борту. Реле дозволяють системі включатися поетапно вгору або вниз по перегону відповідно до напрямку руху поїзда, для економії води, яка подається шляхом природного водопостачання від вершини лінії.

## Експлуатація
У 1992 році рух на дистанції Реальп — Тифенбах було відновлено, через рік — до станції Фурка (до тунелю). Після реконструкції тунелю, станції Глеч і переїзду на Мутбах, у 2000 році було відкрито рух на дільниці Реальп — Глеч, 12 серпня 2010 року було введено останній перегін між Глеч і Обервальд. Крім того, тривають роботи з технічного обслуговування і розширення депо в Реальп і розвиток систем безпеки.
У 2011 році був представлений під назвою «Класичний експрес Швейцарських Альп» в перший раз з 1981 року класичний Льодовиковий експрес з історичним рухомим складом з Санкт-Моріца у Церматт (або навпаки), що прямує через перевал. Загальний час у дорозі було близько 14 годин в кожну сторону, і тому дуже несприятливий час відправлення і прибуття привели до дуже низького попиту, так що проєкт не було реалізовано. У 2012 історичні пасажирські поїзди тягою тепловоза також були запущені між Обервальд і Глеч.
Залізнична компанія належить федеральній концесії і, таким чином, знаходиться під наглядом Федерального відомства транспорту. Експлуатація та технічне обслуговування залізничних колій, рухомого складу, а також діяльність з управління здійснюються майже виключно добровольцями, які працюють безкоштовно у вільний час.

## Рухомий склад

### Локомотиви

#### Паровози
- HG 2/3 6 Weisshorn (1902) SLM 1410 - раніше Фісп-Церматт-бан, подаровано
- HG 2/3 7 Breithorn (1906) SLM 1725 - раніше Фісп-Церматт-бан, кредит
- HG 3/4 1 Furkahorn (1913) SLM 2315 - раніше Бриг-Фурка-Дізентіс, куплений у В'єтнамі
- HG 3/4 4 (1913) SLM 2318 - раніше Бриг-Фуркі-Дізентіс, подаровано
- HG 3/4 9 Gletschhorn (1914) SLM 2419 -

Перший паровоз — HG 2/3 № 6 «Weisshorn», було побудовано у 1902 році для Фісп-Церматт-бан. З 1941 працював на хімічному заводі в Курі, як робочий локомотив. У 1965 році був виведений з експлуатації і поміщений на п'єдесталі перед школою в Курі. У 1988 році він був подарований DFB школярами Кура, із зобов'язанням взяти локомотив назад в експлуатацію. Після капітального ремонту його у 1990 році введено в експлуатацію. Спочатку використовувався головним чином для будівельних операцій, тепер знову тягає пасажирські поїзди.
Чотири з десяти спочатку побудованих в 1912-13 у Вінтертурі паровозів HG 3/4 Фурка-Оберальп-бану після електрифікації залізниці у 1947 році були продані до В'єтнаму, де з 1970-х були поставлені в депо і згнили. У 1990 два повних локомотиви і запасні частини двох інших були повернуті до Швейцарії. У 1993 році два HG 3/4 знову введені в експлуатацію після капітального ремонту.
Два локомотиви HG 4/4 (№. 704 і 708) на середину 2010-х реставруються. Ці роботи (нові пожежні системи, новий котел) є дуже складними, тому початок руху не планується до 2016.

#### Тепловози
Локомотиви з двигунами внутрішнього згоряння підтримуються внутрішньою організацією Dieselcrew. Наступні локомотиви в експлуатації:
- HGm 2/2 51 (1987) DFB
- Tmh 2/2 985 (1963) RACO, раніше SBB
- Tmh 2/2 986 (1963) RACO, раніше SBB
- Tm 2/2 506 (1953) Asper,
- Tm 2/2 91 (1959) RACO, раніше RhB
- Tm 2/2 92 (1959) RACO, раніше RhB
- Tm 2/2 68 (1948) RACO, раніше RhB
- Xmh 1/2 4961 (1945), раніше FO
- Xmp, раніше RhB

#### Електровози
- BDeh 2/4 41[7] (1941) SLM/BBC- раніше Schöllenenbahn (SCHB)
- HGe 4/4 I 16 (1936) SLM/BBC — раніше BVZ

В рамках «концепції 2020» — використання BDeh 2/4, а потім, можливо, HGE 4/4 забезпечених генератором автомобіля, на ділянці Обервальд-Глеч через ризик лісових пожеж.

### Вагони

#### Пасажирські вагони
- B2 2204 (1914) SIG – спочатку Бриг-Фурка-Дізентіс-бан (BFD) C2 204
- B2 2206 (1914) SIG – спочатку Бриг-Фурка-Дізентіс-бан (BFD) C2 206
- B2 2210 (1914) SIG – спочатку Бриг-Фурка-Дізентіс-бан (BFD) C2 210
- B2 2228 (1903) SWS – спочатку Ретійська залізниця (RhB) C2 228
- BD2 2502 (1914) SIG – спочатку Бриг-Фурка-Дізентіс-бан (BFD) C2 202,
- AB 4453
- AB 4466 (1961) SWS – спочатку Фісп-Церматт-бан (VZ) A4 2055
- ABD 4554
- ABD 4558
- B 4222 (1890) SIG 6659 – спочатку Фісп-Церматт-бан (VZ) C4 42
- C 2351 (1911) SIG – спочатку SGA
- C 2353

### Снігоочисники
- X rotd R 12 (1913) SLM 2399 — спочатку Ретійська залізниця (RhB), обмін з Х rotd 14 Blonay-Chamby
- X rote (1940) SLM / MFO / SIG — спочатку Фурка-Оберальп-бан (FO)

## Галерея

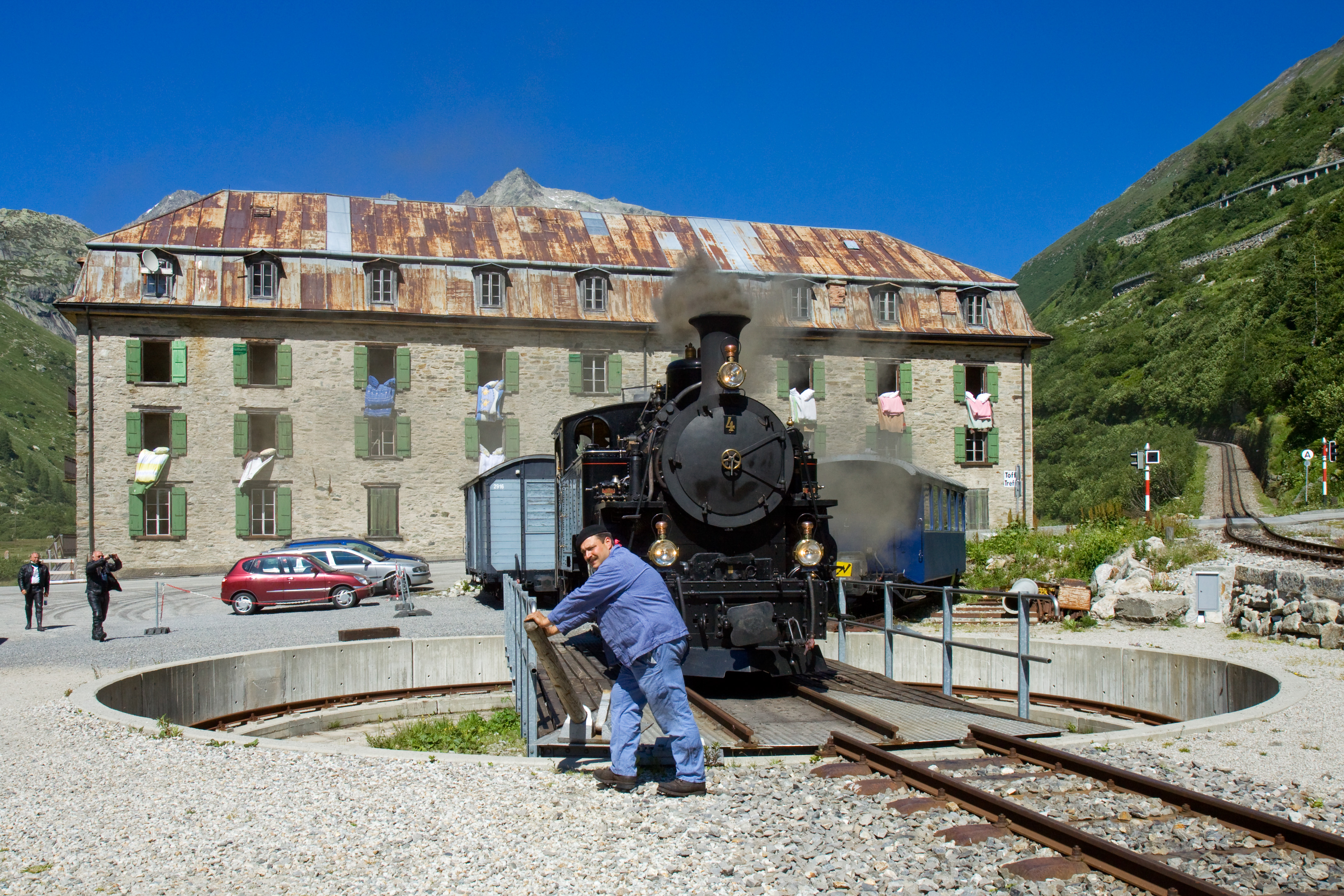
Lok 4 auf der Drehscheibe in Gletsch
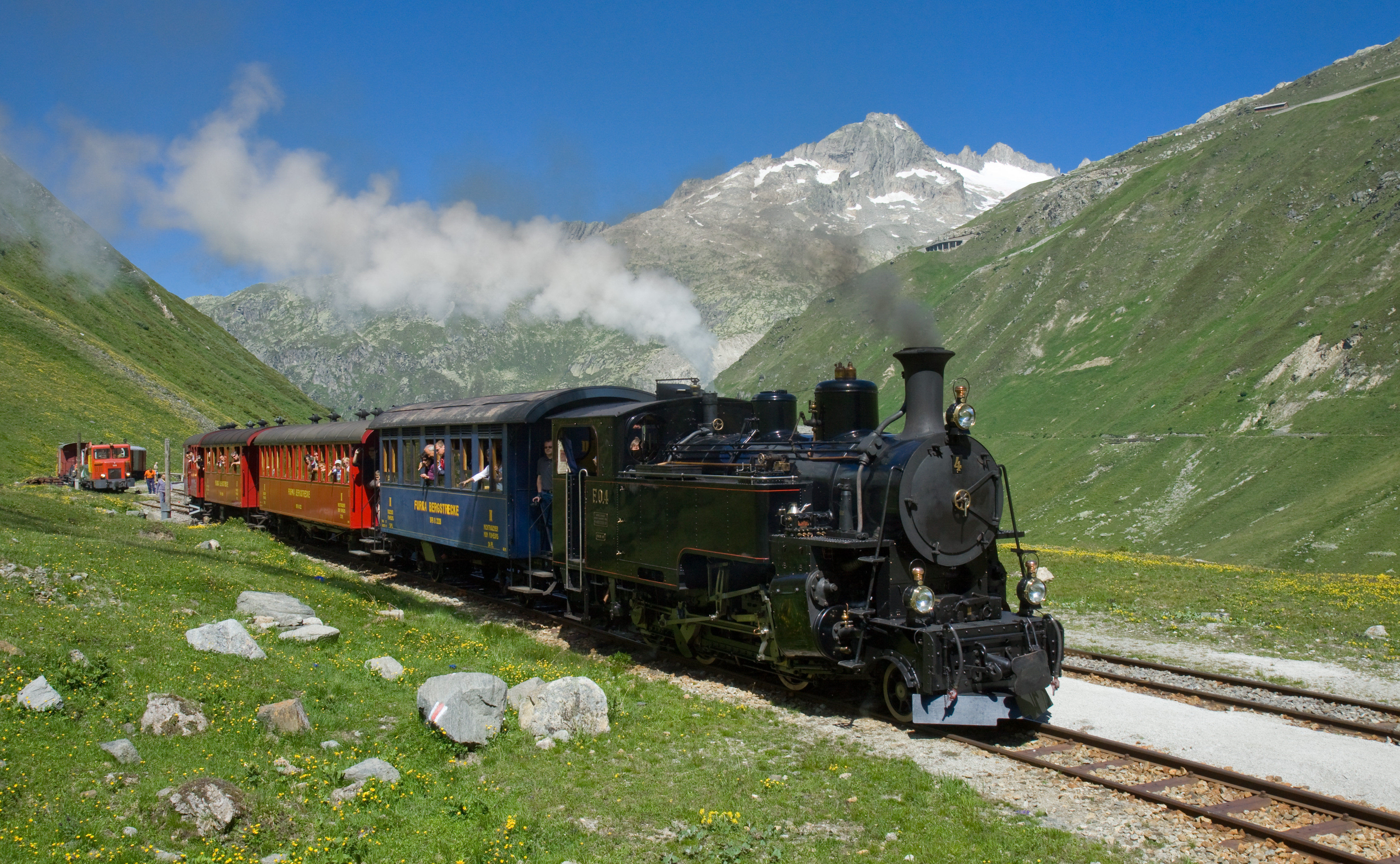
Lok 4 in Muttbach-Belvedere
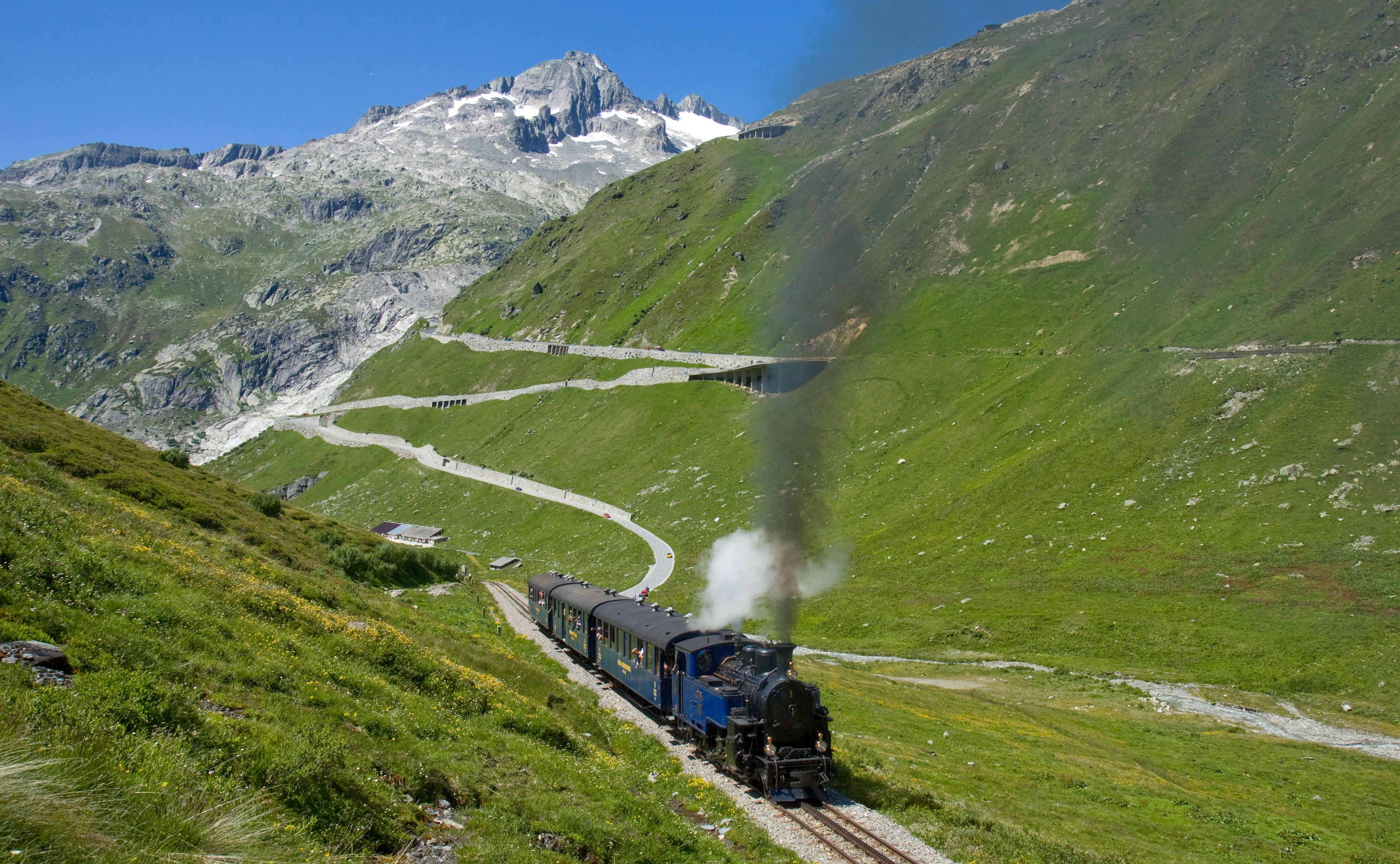
Lok 1 im Zahnstangenabschnitt Gletsch – Muttbach-Belvedere
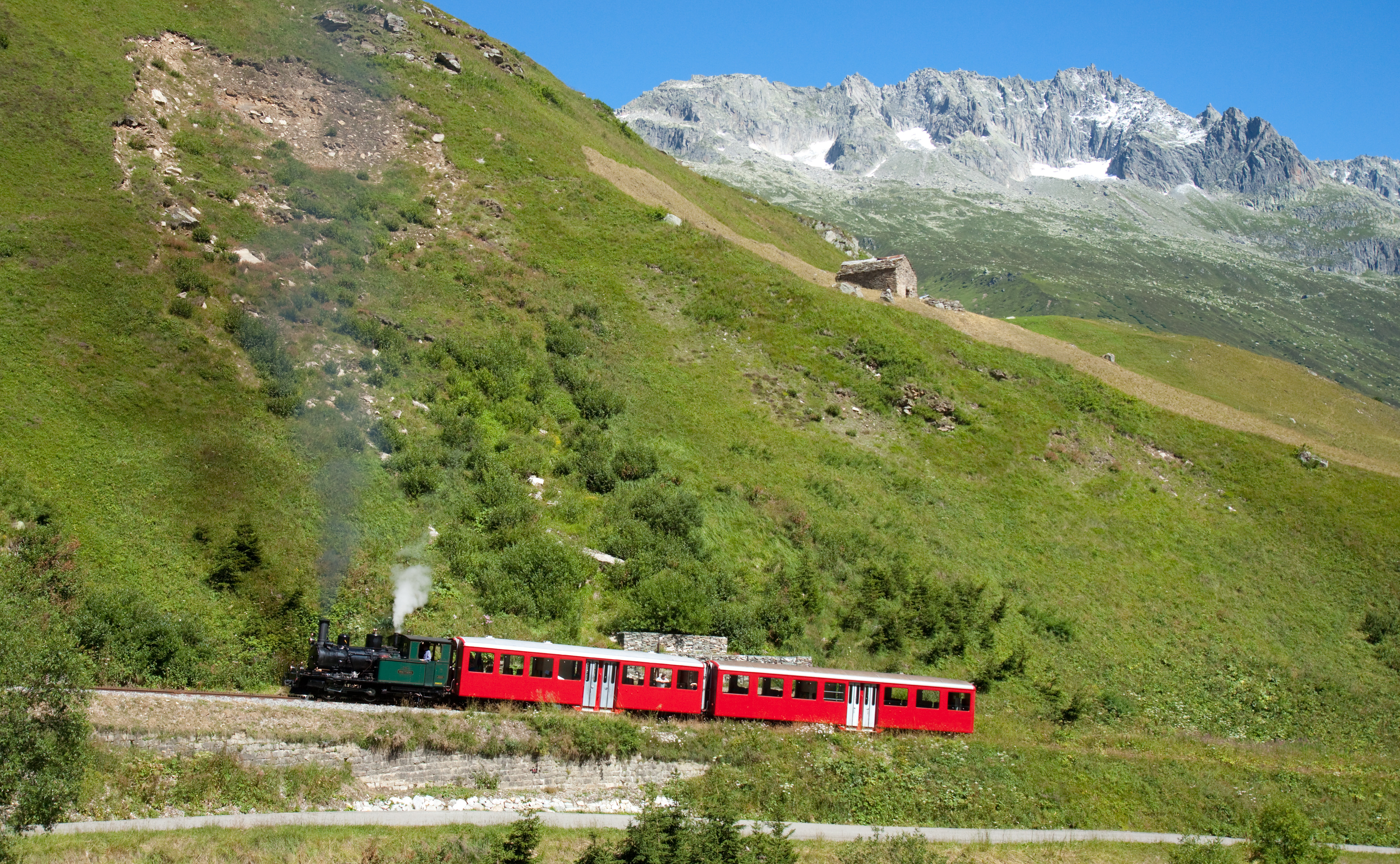
Lok 7 „Breithorn“ mit zwei ex-BVZ-Mitteleinstiegswagen
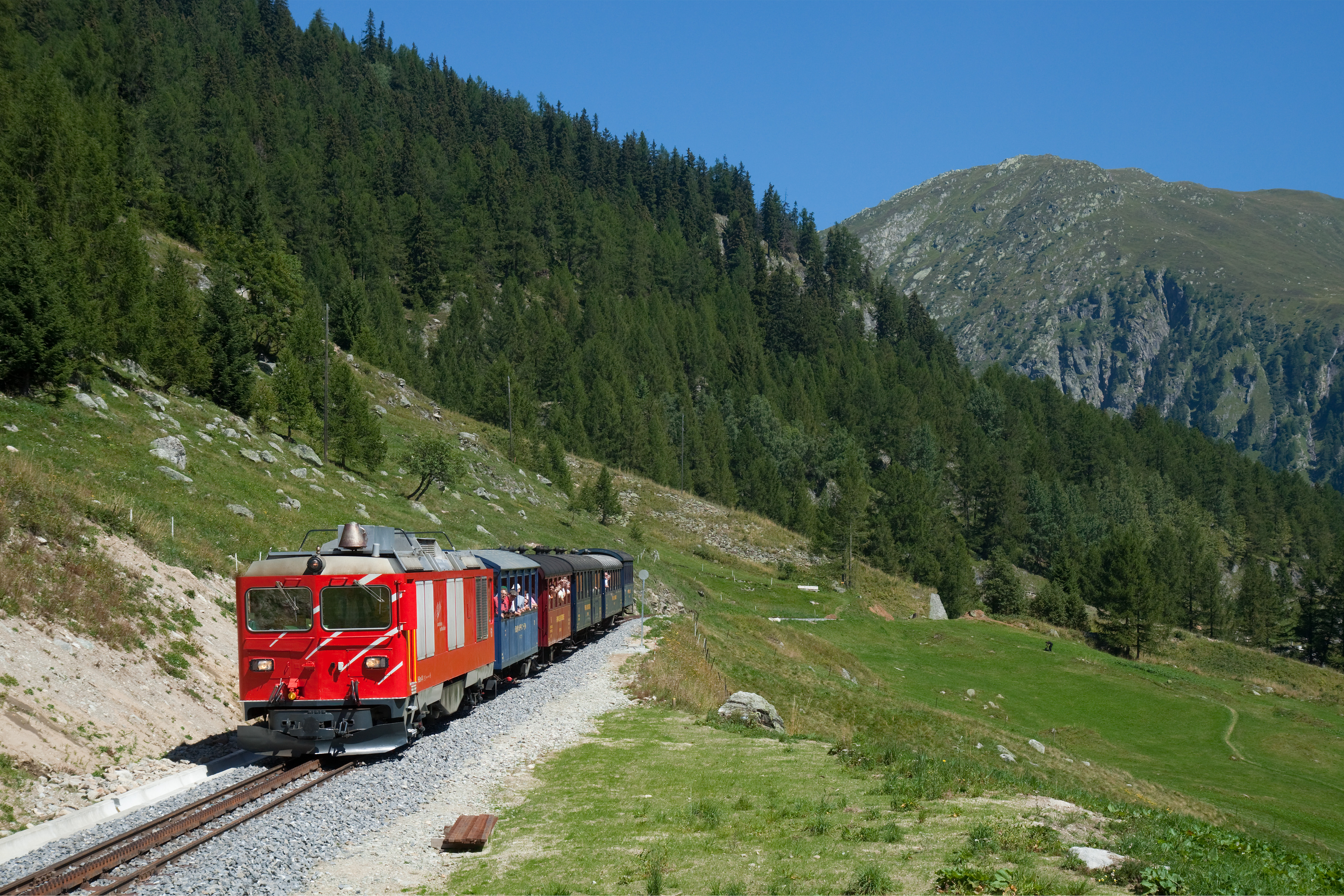
Gelegentlich kommt eine HGm 4/4 der MGB zum Einsatz, hier kurz vor Oberwald mit 75 t am Haken
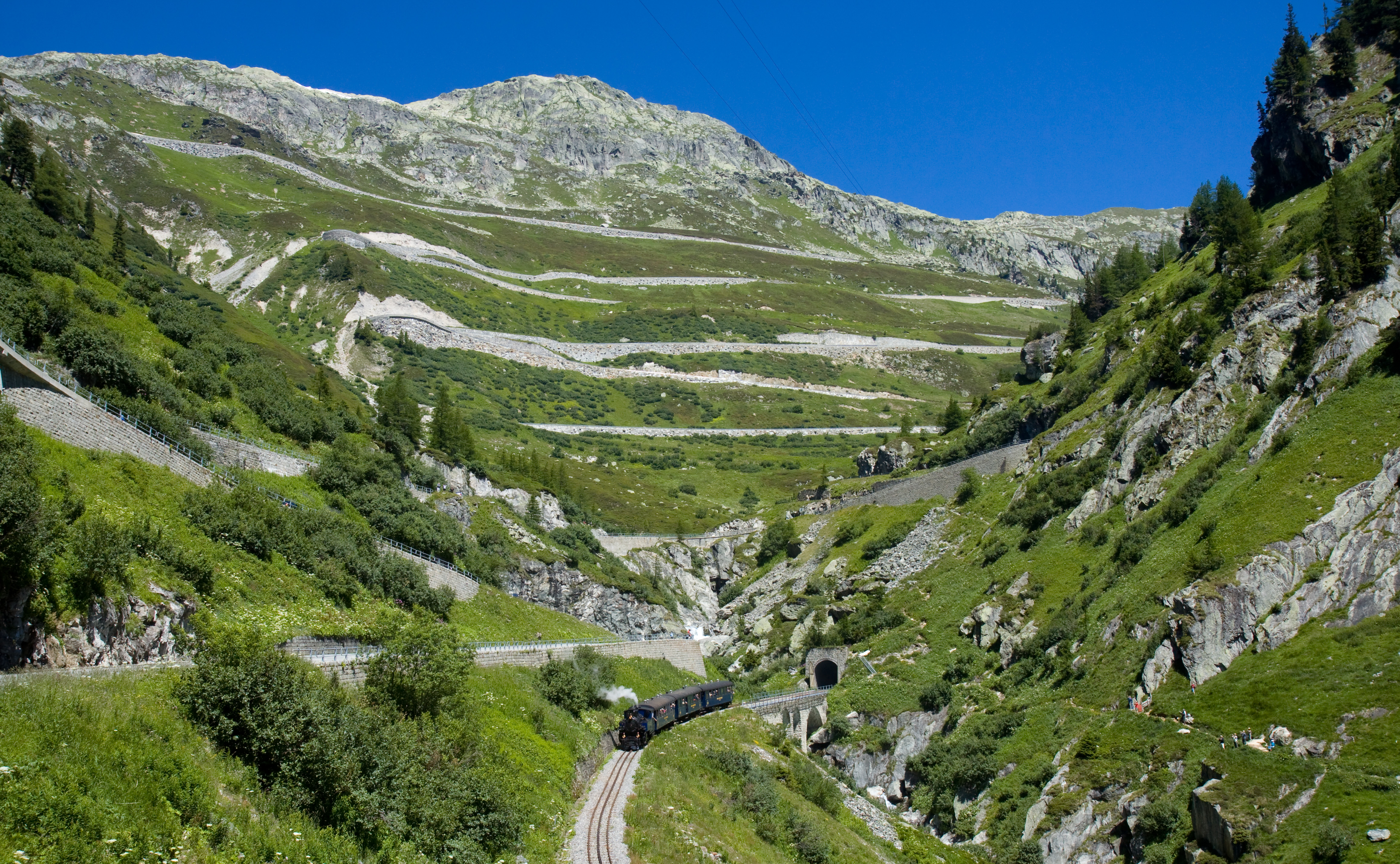
Unteres Portal des Kehrtunnels und Grimselpassstrasse, zwischen Gletsch und Oberwald
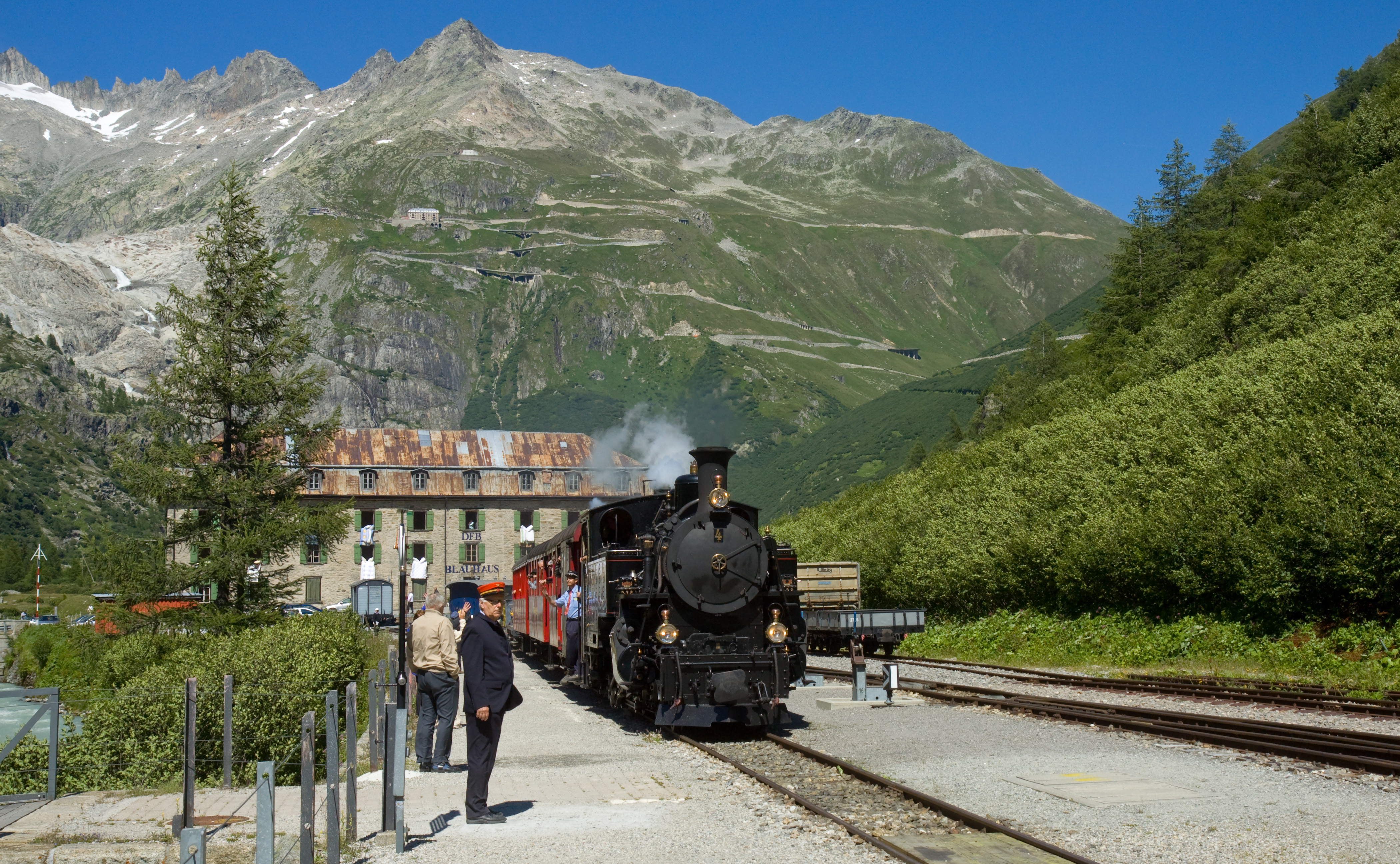
Ankunft in Gletsch
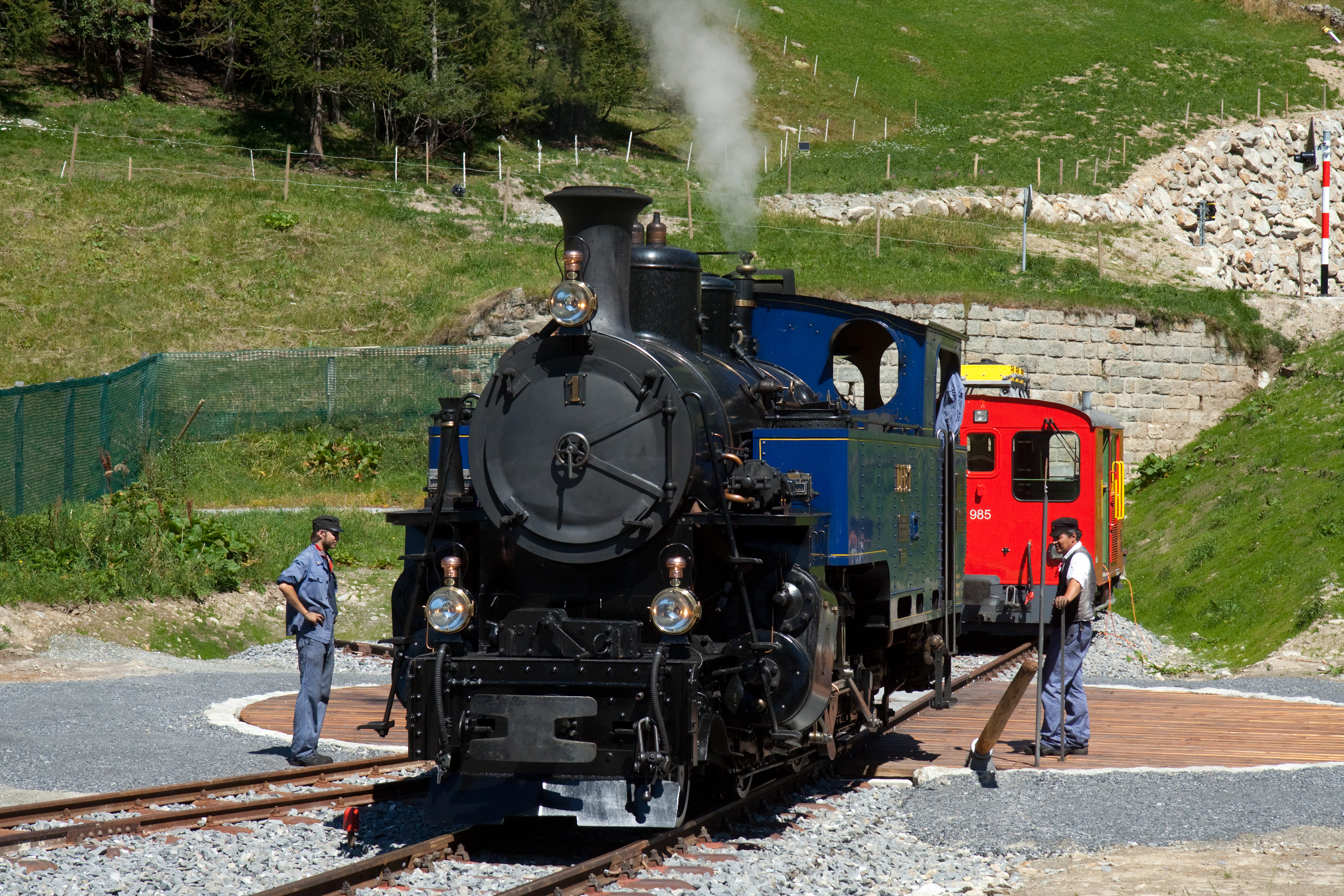
Lok 1 wird in Oberwald auf die Drehscheibe rangiert